# Ángela Aguilar
Ángela Aguilar (Los Angeles, 2003. október 8. –) amerikai énekesnő.
Aguilar Los Angelesben született, amikor édesanyja éppen elkísérte édesapját, Pepe Aguilart a turnéjára. Apai nagyszülei, Antonio Aguilar és Flor Silvestre a mexikói film aranykorának színészei és énekesei voltak.
Aguilar jelentős elismerést szerzett, miután előadta a „La Llorona” című számot a 19. éves Latin Grammy-díjátadón 2018-ban. Első albuma, a „Primero Soy Mexicana” (2018) sikert aratott. Jelölték Grammy-díjra és Latin Grammy-díjra. Így ő lett a legfiatalabb előadó, akit mindkét díjra jelöltek.

## Pályafutása
Aguilar kettős állampolgársággal rendelkezik, mexikóival és amerikaival. Édesapja gyakran elkíséri latin-amerikai turnéira testvérével, Leonardo Aguilarral. 2012-ben, kilencévesen, Aguilar kiadta a „Nueva Tradición” című albumot testvérével, Leonardóval. A lemezen négy Leonardo- és négy Ángela-dal szerepelt. 2016-ban részt vett a BBC 100 Woman fesztiválján Mexikóvárosban. 13 évesen ő volt a fesztivál legfiatalabb fellépője.
2018 januárjában családjával elindult egy turnéra „Jaripeo Sin Fronteras” címmel.
2018 márciusában Aguilar kiadta első albumát, a Primero Soy Mexicanát. Producere édesapja, Pepe volt. Az albumon tizenegy ismert ranchera dal („lakodalmi népzene”) szerepelt, amelyeket neves zenei előadók adtak korábban elő, mint például Lucha Villa, Rocío Dúrcal és nagymamája, Flor Silvestre. Aguilar az album első dalát, a „Tu Sangre en Mi Cuerpo”-t adta elő a 2018-as Premios Tu Mundo díjátadón. Aguilart jelölték a legjobb új előadónak, a Primero Soy Mexicana című albumát pedig a legjobb ranchero albumnak. Az ünnepségen előadta a „La Llorona” című számot. A közönség felállva tapsolt. Aguilar széles körű elismerést kapott számos művésztől, köztük Vicente Fernández mexikói ranchera énekesnőtől.
2019. április 3-án Ulises Mejía Haro polgármester Mexikó művészeti és kulturális nagykövetének nevezte ki. Május 21-én Aguilart három díjra jelölték a 2019-es Premios Juventud díjátadón.
Feldolgozást adott ki a "Shallow" című dalából a Recording Academy YouTube-oldalán, a dalszerző, Lady Gaga engedélyével. Ez volt az első alkalom, hogy Aguilar angol nyelven vett fel zenét.
2020. január 31-én kiadott egy tisztelgő EP-t a meggyilkolt amerikai énekesnő, Selena emlékére, „Baila Esta Cumbia” címmel. 2021-ben kiadta második albumát, a Mexicana Enamorada-t.

## Albumok
- Nueva Tradición (2012)
- Primero Soy Mexicana (2018)
- Mexicana Enamorada (2021)
- Bolero (2024)

## EP-k
- Baila Esta Cumbia (2020)
- Que no se apague la música (2020)

## Vendég
- MTV Unplugged (Pepe Aguilar) (2014)

## Díjak
- 2022: Female On The Rise Artist
- 2022: Regional Mexican Album of the Year
- 2022: New Female Artist of the Year
- 2023: Regional Mexican Female Artist of the Year
- 2024: Album of the Year „Bolero” (döntés előtt)
- 2025: Billboard: Women in Music

## Fordítás
- Ez a szócikk részben vagy egészben  az   Ángela Aguilar című angol Wikipédia-szócikk ezen változatának fordításán alapul.  Az eredeti cikk szerkesztőit annak laptörténete sorolja fel. Ez a jelzés csupán a megfogalmazás eredetét és a szerzői jogokat jelzi, nem szolgál a cikkben szereplő információk forrásmegjelöléseként.